# Ólafur F. Magnússon
Pour les articles homonymes, voir Magnusson.
Ólafur F. Magnússon, né le 3 août 1952, est un homme politique islandais, maire de Reykjavik de janvier à août 2008.